# 万斯大
万 斯大（ばん しだい、1633年 - 1683年）は、中国清代の学者。字は充宗。晩年は跛翁と号し、学者たちは褐夫先生と称した。寧波府鄞県の出身。万泰の六男で万斯同の兄。

## 略歴
性格は剛毅かつ清廉であり、科挙に合格するための学業には心惹かれず、さらに若いときから「諸経のことごとくに通じていなければ一つの経に通じることはできず、伝わっている注釈の誤りを指摘することもできない」と考えた。黄宗羲に師事し、諸家を融合し考證はきわめて確実であり、特に春秋・三礼に精しかった。礼記のおびただしい言葉から、あるものは排しまた採用して書300巻をあらわす。春秋について240巻を編纂したが、意に満たず途中で焼き捨て、晩年になってふたたび試みて昭公のところで筆を断った。

## 著書
- 『学礼質疑』2巻
- 『周官辯非』2巻
- 『儀礼商』
- 『礼記偶箋』2巻
- 『読春秋随筆』10巻
- 『丁災甲陽草』
- 『万氏家譜』10巻